# 山岡健 (教育学者)
山岡 健（やまおか たけし、1943年 - ）は、日本の教育学者、大阪教育大学名誉教授。
京都府出身。法学修士。1981年、大阪教育大学大学院教育学研究科修士課程修了。1986年、鳴門教育大学大学院学校教育研究科修士課程修了。大阪教育大学助教授、1996年教授。2005年、定年退官、名誉教授。

## 著書
- 「若者組」の研究 年輩序列を基礎とした年齢集団、教育出版センター、1986年
- 高校「現代社会」の指導と展開、教育出版センター、1987年
- 基本的人権の研究 予防接種による身体傷害と損失補償に関する考察を中心として、啓文社、1988年
- 年齢階梯制の研究 「若者組」を中心として、北樹出版、1993年
- 「若者組」と授業実践、北樹出版、1999年